# Gruzja na Zimowych Igrzyskach Olimpijskich 1994
Gruzję na Zimowych Igrzyskach Olimpijskich 1994 reprezentowało 5 zawodników (sami mężczyźni). Był to debiut reprezentacji Gruzji na zimowych igrzyskach olimpijskich.

## Dyscypliny

### Narciarstwo alpejskie
Mężczyźni
- Zurab Dżidżiszwili

Bieg zjazdowy – 47. miejsce,
kombinacja – nie został sklasyfikowany – nie ukończył 1 przejazdu slalomu,
- Lewan Abramiszwili – slalom specjalny – nie został sklasyfikowany – nie ukończył 1 przejazdu,

### Saneczkarstwo
Mężczyźni
- Lewan Tibiłow, Kacha Wachtangiszwili – dwójki – 17. miejsce,

### Skoki narciarskie
Mężczyźni
- Kachaber Cakadze

skocznia K – 90 m indywidualnie – 50. miejsce,
skocznia K – 120 m indywidualnie – 55. miejsce,